# 哈科特港
哈科特港（又称Pitakwa）是尼日利亚南部河流州的首府。位于邦尼湾沿岸尼日尔河三角州东南部，濒临邦尼河。
2007年估计人口1,320,214。地处热带雨林带，全年高温多雨，年平均气温26.7℃，年平均降水量2,460毫米。
哈科特港于1912年建城。1916年铁路通埃努古煤田后成为港口。随后通过铁路连接乔斯、卡杜纳，该市成为全国最大港口之一。20世纪60年代，随着石油和加工工业的发展，和20世纪70年代奥内新港口修建，哈科特港成为全国重要的工业中心。主要工业有棕榈油榨制、纺织、卷烟、塑料、油漆、家具、水泥、钢铁构件、自行车和汽车装配、油田设备、造船业和日用化工。
哈科特港主要输出棕榈油、棕仁、木材、煤、锡、铌矿、花生、石油，由哈科特和邦尼和奥内两个港区组成，共有23个泊位。港口年吞吐量近1,200万吨，其中有1,100万吨是原油。海岸线长度4,267米。邦尼港区有6个深水泊位，水深12.5米，海岸线长1,167米，可停泊6万至12万吨的油轮。而奥内港区为新港区，有6个13.5米的深水泊位，海岸线总长1,500米，有散货、集装箱、滚装船和通用泊位。新港位于哈科特东南部25千米。
1965年，分别建成了从阿帕拉油田通向港区和邦尼的石油、天然气输送管道，并向北连接达马库马迪；天然气管道也通向特兰斯阿马迪工业区。港口沿岸捕鱼业发达，并建有水产冷冻厂。哈科特港是尼日利亚东部铁路干线和数条公路的起点，乍得等邻国的部分进出口货物也经此转运。教育方面，主要大学有哈科特大学、州立理工大学。